# Melodisk death metal

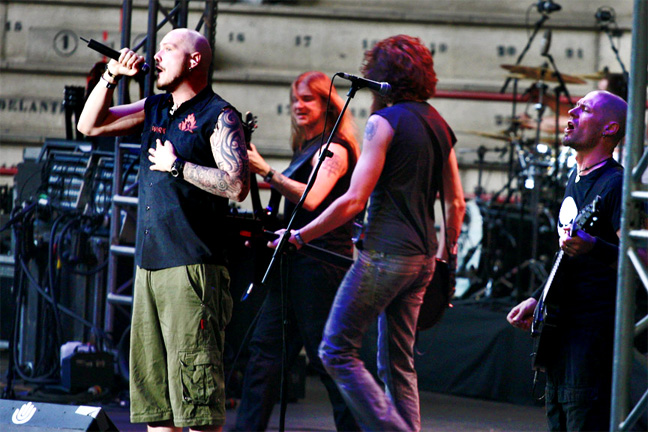
Soilwork 2007.

Melodisk death metal (eller "melodeath"), även kallad melodisk dödsmetall på svenska, är en form av death metal som blandar typiska thrash- och death metal-element med mer harmoni och fler melodier. Musiken kan formas med hjälp av en instrumentering som vanligtvis inte förknippas med vare sig death- eller thrash metal, såsom användandet av keyboard och andra symfoniska element. Sången består mestadels av growl, men det har blivit vanligare att blanda in skönsång för att skapa mer melodiska passager. Till skillnad från andra, avlägset besläktade genrer som till exempel black metal finns inget definitivt lyriskt tema för melodisk death metal, utan temat kan variera allt från introspektion, känslor, mytologi, religion, filosofi och övernaturliga element. Melodisk death metal har ofta samma uppiggande drag som power metal, fast mörkare ljud och growl istället för skönsång.
Genren sägs i regel komma från Göteborg (termen "Gothenburg metal" har uppstått från detta, och är en synonym till melodisk death metal) och band som dominerar inom scenen är i huvudsak svenska och finska sådana.

## Historik
En betydande stil inom melodisk death metal är den så kallade göteborgsstilen, The Gothenburg sound, med band såsom In Flames, At the Gates och Dark Tranquillity som pionjärer. Bandet At the Gates sägs ha varit först med att lägga grunden till genren i och med debutalbumet The Red In The Sky Is Ours, som kom ut 1992. Albumet är mörkt och inspirerat av den svenska death metal-scenen och dess band, bland dem Entombed, Dismember och Nihilist. Förutom element av typisk svensk death metal finns även element av svensk folkmusik. Inslaget av influenser från folkmusik har kommit att bli ett utmärkande drag för genren, och skiljer den tydligt från mer renodlad death metal. Dark Tranquillity släppte sin debutskiva Skydancer 1993, och visade med den upp en lugnare och mer harmonisk sida av den melodiska dödsmetallstilen.

### De två vågorna
Den melodiska death metal-scenen brukar ofta delas in i två vågor: Den första vågen bestod av de band som följde direkt efter de nämnda pionjärerna. Sådana band är dels Eucharist, Soilwork, Arch Enemy och Amon Amarth men även The Haunted och Opeth representerar svensk melodisk death metal. I Finland skedde en liknande våg med band som Insomnium, Profane Omen, Pain Confessor, Ghost Brigade, MyGrain, Amorphis, Sentenced och Eternal Tears of Sorrow. Dessa band spelade en mer klassisk melodisk death metal och detta varade till strax efter millennieskiftet, då det skedde en signifikant ändring inom scenen. Dels hade At the Gates splittrats i mitten på 1990-talet, dels släppte banden Dark Tranquillity och In Flames de två mycket experimentella albumen Projector respektive Reroute To Remain några år kort därefter. I samband med detta uppstod en splittring inom scenen, då vissa äldre musikgrupper bytte till en stil som mer liknande den på Reroute To Remain – det vill säga med mer synthesizerbaserade harmonier och körsång, vilket annars mest hörs hos band i andra metal-stilar. Children of Bodom sägs ha varit en av de första band som på allvar använde harmoniska skalor inom gitarr och synthesizer, då bandets första skiva kom ut 1997. Dock skiljer de sig en del från de även senare band som inspirerats av bandet, då deras låtar ofta innehåller aggressivare melodier och skalor, ofta skrivna i dur istället för de klassiska mollskalorna. Bandet har även många stycken och låtar som mer borde klassas in som thrash metal.
Den andra vågen uppstod efter millennieskiftet, som ett resultat av att nya band såsom Scar Symmetry bildades. I samband med detta utkristalliserades tre strömriktningar inom genren: dels de band som sökte efterlikna den nyare stil som grundlagts av In Flames, dels de band som försökte bevara den gamla stilen – bland dem Insomnium, The Duskfall och The Wake – och slutligen de band som försökte brygga glappet mellan den gamla och nya stilen. Typiska sådana band är till exempel Mors Principium Est, Cipher System och tidigare nämnda Scar Symmetry.

## Stil
Melodisk death metal är starkt inspirerad av metalband som dominerade scenen under 1980-talet; bland de mer erkända kan omnämnas Iron Maiden. Den typiska göteborgska stilen sägs vara snarlik Iron Maidens rent tekniskt, vilket kan märkas i passager där två elgitarrer används för att skapa melodi, något som också är typiskt för Iron Maiden. Dessutom hittar vi folkmusikinfluenser i valet av skalor, där både harmoniska och melodiska mollskalor används flitigt. Riffen är ofta "thrashiga" och delvis uppbyggda av vanligt tonplockande och "power chords". Banden blandar ofta mer aggressiva låtar med mer mjuka och det är inte helt ovanligt att ballader eller låtar snarlika ballader förekommer. Trummorna spelar ofta mer aggressivt mot death metal-hållet medan mer typiska element som kan bli funna inom death metal är ovanliga, såsom "blast beats" och dubbla baskaggar. Låtuppbyggnaden är ofta fri, även om låtar uppbyggda med en mer klassisk vers-refräng-vers-sekvens förekommer. Det är vanligt att låtarna innehåller så kallade breakdowns eller platåer, vilka medger partier med lugnare tempo.

## Grupper (i urval)
| - Amon Amarth - Amorphis - Anvil of Doom - Arch Enemy - At the Gates - Avatar - Before the Dawn - Black Dahlia Murder, The - Blood Stain Child - Ceremonial Oath - Children of Bodom - ColdTears - Dark Tranquillity | - Dimension Zero - Disarmonia Mundi - Divine Souls - Dominia - Edge of Sanity - Eucharist - Heaven Shall Burn - Hypocrisy - In Flames - In Mourning - Insomnium - Into Eternity - Kalmah | - Mercenary - Nahemah - Norther - Omnium Gatherum - Rise to Fall - Scar Symmetry - Soilwork - Veiled in Scarlet - Wintersun - Within Y - Threat Signal |

### Övriga
Genren rymmer också några mer atypiska band. Först och främst finns folk metal-band såsom Finntroll, Eluveitie och viking/folk metal-bandet Ensiferum, vilkas musik ofta benämns som melodisk death metal. Deras musik kan ibland vara snarlik, men saknar för många viktiga element för att helt klassas till genren.
De band som egentligen inte alls kan inpassas i genren utifrån de gängse kriterierna, men som på grund av progressiva element i musiken ändå emellanåt klassas in bland melodisk death metal-grupperna. Hit hör exempelvis bandet Opeth. Många metalcore-band räknas också ofta in i genren, men metalcore är en långt mer punkig och mindre melodisk stil, som dessutom har en övergripande image som helt skiljer sig ifrån den de flesta melodiska death metal-band vill omge sig med.